# Anika Lorenz
Anika Lorenz (Berlín, 9 de diciembre de 1990) es una deportista alemana que compite en vela en la clase 49er FX.
Ganó una medalla de bronce en el Campeonato Mundial de 49er de 2016 y dos medallas en el Campeonato Europeo de 49er, plata en 2018 y bronce en 2017.

## Palmarés internacional
| \| Campeonato Mundial \| Campeonato Mundial \| Campeonato Mundial \| Campeonato Mundial \| \| Año \| Lugar \| Medalla \| Clase \| \| ------------------ \| --------------------------- \| ------------------ \| ------------------ \| \| 2016 \| Clearwater (Estados Unidos) \| Medalla de bronce \| 49er FX \| \| Campeonato Europeo \| \| \| \| \| Año \| Lugar \| Medalla \| Clase \| \| 2017 \| Kiel (Alemania) \| Medalla de bronce \| 49er FX \| \| 2018 \| Gdynia (Polonia) \| Medalla de plata \| 49er FX \| |                             |                   |         |
| Campeonato Mundial |                             |                   |         |
| Año | Lugar                       | Medalla           | Clase   |
| 2016 | Clearwater (Estados Unidos) | Medalla de bronce | 49er FX |
| Campeonato Europeo |                             |                   |         |
| Año | Lugar                       | Medalla           | Clase   |
| 2017 | Kiel (Alemania)             | Medalla de bronce | 49er FX |
| 2018 | Gdynia (Polonia)            | Medalla de plata  | 49er FX |